# Horqin, Tongliao
Horqin är ett stadsdistrikt och säte för stadsfullmäktige i Tongliaos stad på prefekturnivå i den autonoma regionen Inre Mongoliet i norra Kina. Det ligger omkring 950 kilometer nordost om regionhuvudstaden Hohhot. 